# Nordkanada

Politische Definition von Nordkanada

Nordkanada, umgangssprachlich der Norden (the North) oder die Territorien (the Territories), ist die ausgedehnte und dünn besiedelte nördliche Region Kanadas, die geografisch und politisch unterschiedlich definiert ist. Politisch bezieht sich der Begriff auf die drei Territorien Kanadas: Yukon, Nordwest-Territorien und Nunavut. Dieses Gebiet umfasst etwa 40 % der gesamten Landfläche Kanadas, hat aber weniger als 1 % der kanadischen Bevölkerung. Die Begriffe Nordkanada oder „der Norden“ wird auch manchmal für den hohen Norden (Far North) verwendet, der sich nur auf die kanadische Arktis bezieht, d. h. den Teil Kanadas, der nördlich des Polarkreises, östlich von Alaska und westlich von Grönland liegt. In vielen anderen Verwendungen werden die beiden Gebiete jedoch als eine Einheit behandelt. Laut der Definition von Statistics Canada zählt zum nördlichen Kanada neben den Territorien auch die nördlichen Regionen von Neufundland und Labrador, Quebec, Ontario, Manitoba, Saskatchewan, Alberta und British Columbia.
Die Region Nordkanada wird von ihrem kalten Klima und extrem niedriger Bevölkerungsdichte geprägt. Während der südlichere Teil von Nordkanada bewaldet ist, besteht der nördlichere Teil aus Tundra und eisbedeckten Flächen. Nordkanada wurde im Gegensatz zum Rest des Landes kaum von europäischen Einwanderern erschlossen, welche das Land als ungeeignet für größere Ansiedelungen empfanden. Bei der Volkszählung 2016 identifizierten sich eine knappe Mehrheit der knapp 100.000 Einwohner der drei Territorien als Angehörige indigener Völker wie den First Nations, Métis und Inuit. Sozioökonomisch gilt der Norden als gegenüber dem Rest des Landes benachteiligt, obwohl die Gebiete über viele natürliche Ressourcen verfügen. So ist die Gefangenenrate und die Suizidrate deutlich erhöht.
In Nordkanada gibt es aufgrund der niedrigen Bevölkerungszahl nur wenige Städte. Nach der Volkszählung von 2016 ist die größte Siedlung in Nordkanada die Hauptstadt von Yukon, Whitehorse, mit 25.085 Einwohnern. An zweiter Stelle steht Yellowknife, die Hauptstadt der Northwest Territories, mit 19.569 Einwohnern. An dritter Stelle steht Iqaluit, die Hauptstadt von Nunavut, mit 7.082 Einwohnern.

## Gliederung
Nordkanada gliedert sich nach der politischen Definition in folgende drei Territorien.
| Territorium          | Hauptstadt  | Fläche in km² | Bevölkerung | Bevölkerung |
| Territorium          | Hauptstadt  | Fläche in km² | (2011)      | (2016)      |
| -------------------- | ----------- | ------------- | ----------- | ----------- |
| Nordwest-Territorien | Yellowknife | 1.143.794     | 41.462      | 44.469      |
| Nunavut              | Iqaluit     | 1.877.788     | 31.906      | 37.082      |
| Yukon                | Whitehorse  | 474.713       | 33.897      | 37.492      |

## Galerie

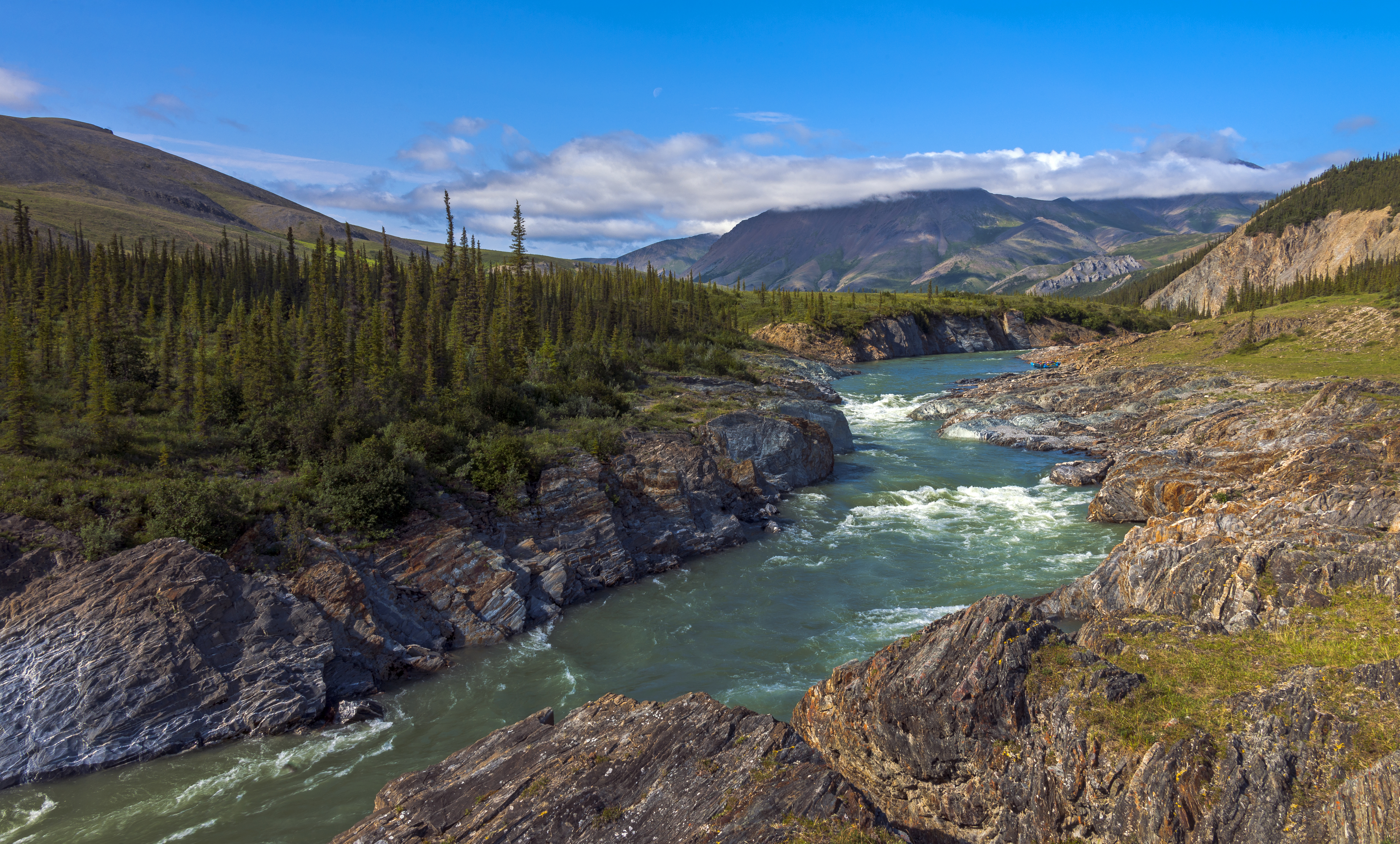
Firth River im Ivvavik-Nationalpark
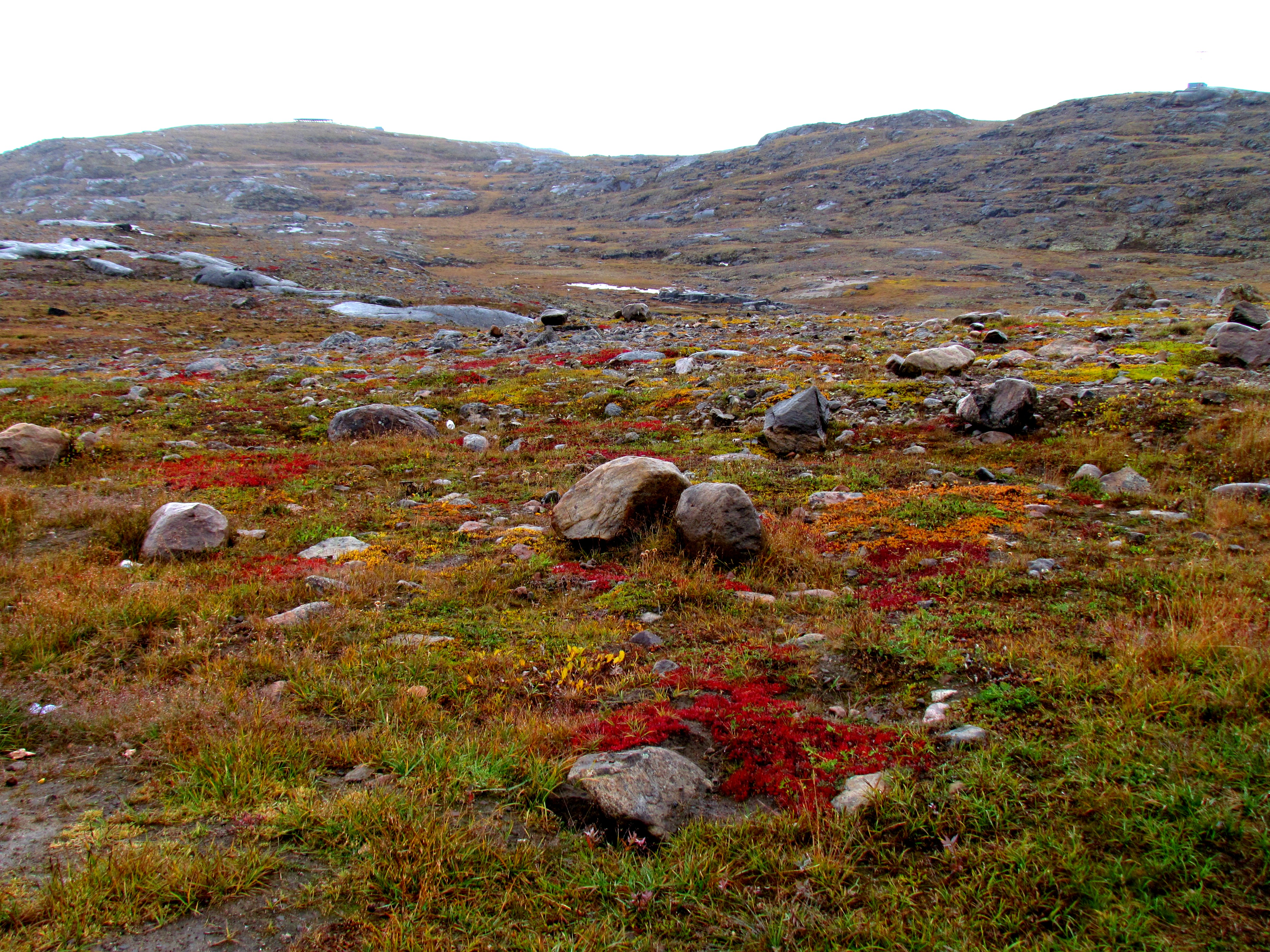
Tundra in Nunavut
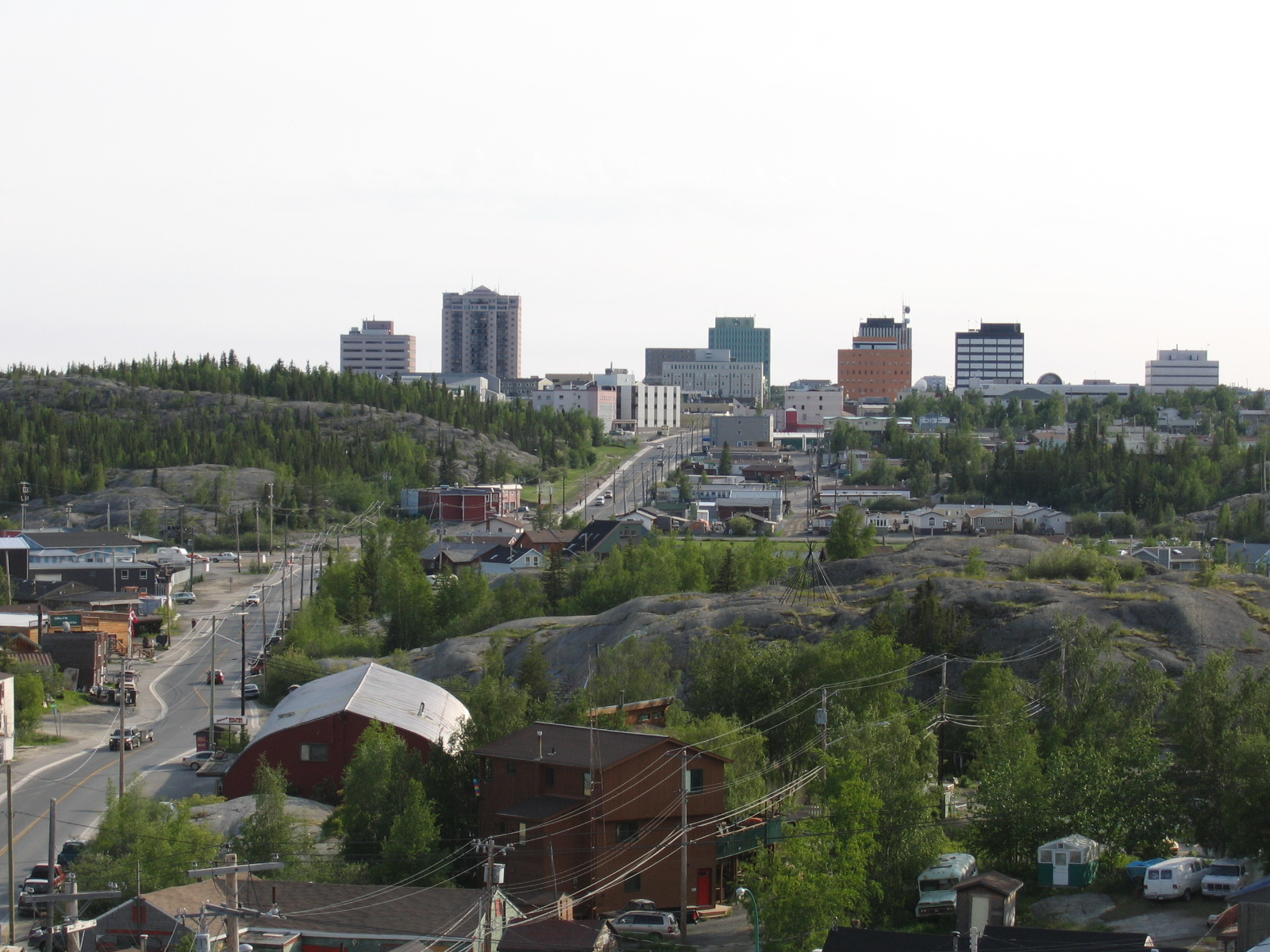
Yellowknife
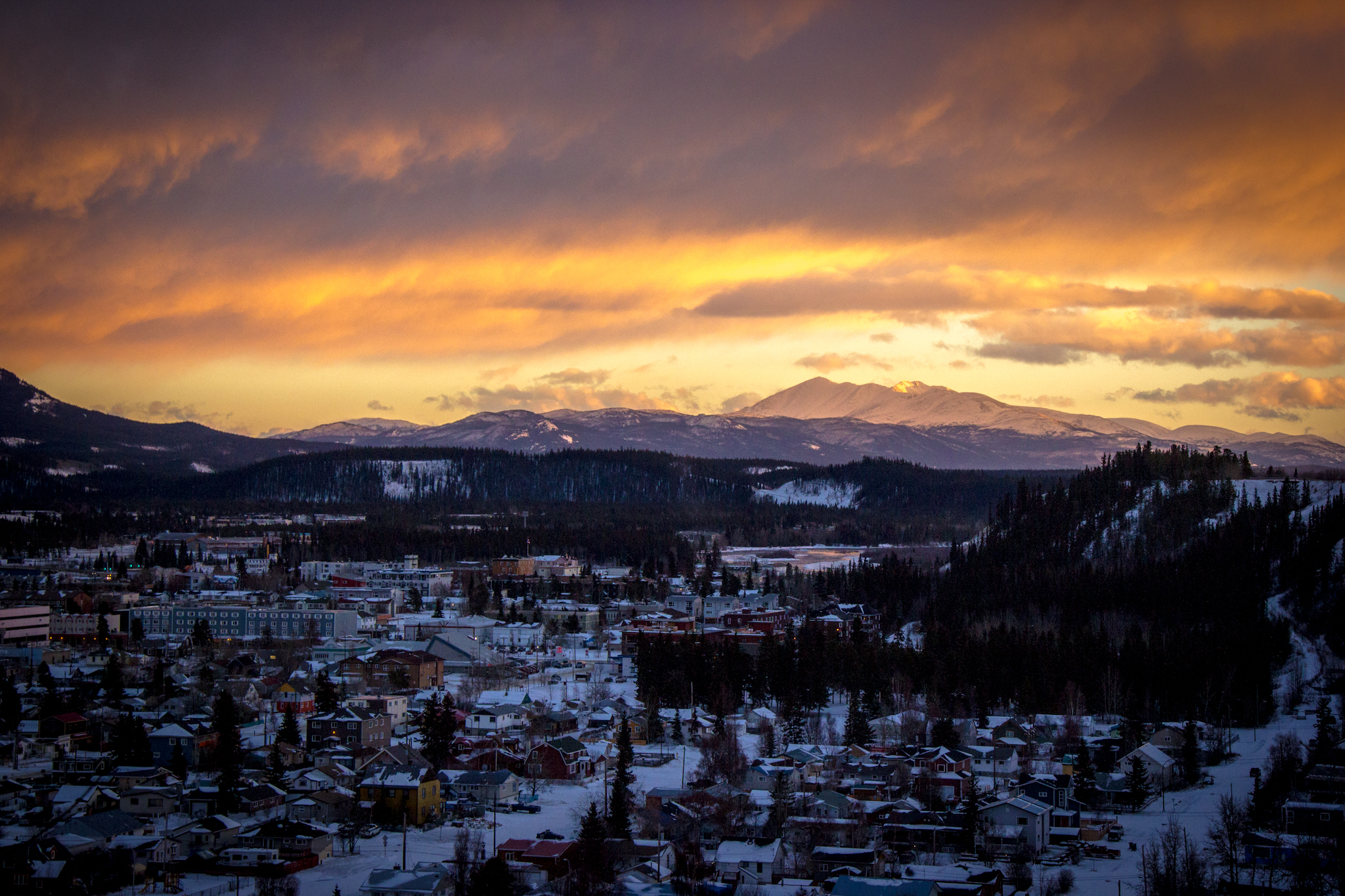
Whitehorse